# Bassin de Guadix
Le bassin de Guadix (espagnol : Hoya de Guadix) est une plaine naturelle située dans le Nord de la province de Grenade, Andalousie, Espagne. Ce bassin couvre une superficie de 500 km2 et est formé par les bassins des rivières Fardes (es) et Guadix. Il est entouré par la Sierra Nevada au sud, la Sierra de Baza à l'est, la Sierra Mágina au nord et la Sierra Harana (en) à l'ouest. Il est séparé par le mont Jabalcón (es) du bassin de Baza (en) qui comme le bassin de Guadix est une des vallées formant le Bassin Intrabétique (en).
Le terme hoya se traduit par “creux”.
La zone géologique date du Burdigalien, début du Miocène, il y a vingt millions d'années. Des sédiments marins ont été déposés il y a sept millions d'années après que le bassin ait été complètement séparé de la mer. Depuis cette époque les dépôts sont exclusivement continentaux, déposés par les rivières. La configuration actuelle du bassin date d'il y a 500 000 ans lors d'une forte restructuration paléogéographique. Des petits rivières se sont formées dans les reliefs entourant le bassin, commençant un processus d'érosion qui a donné à la région son relief caractéristique de ravines et de badlands.
Les eaux des rivières Fardes et Guadix ont fait du bassin de Guadix une région fertile propre à l'agriculture irriguée (en particulier les melons) comme à la culture de vergers, de céréales ainsi que du maraichage ou de la populiculture.

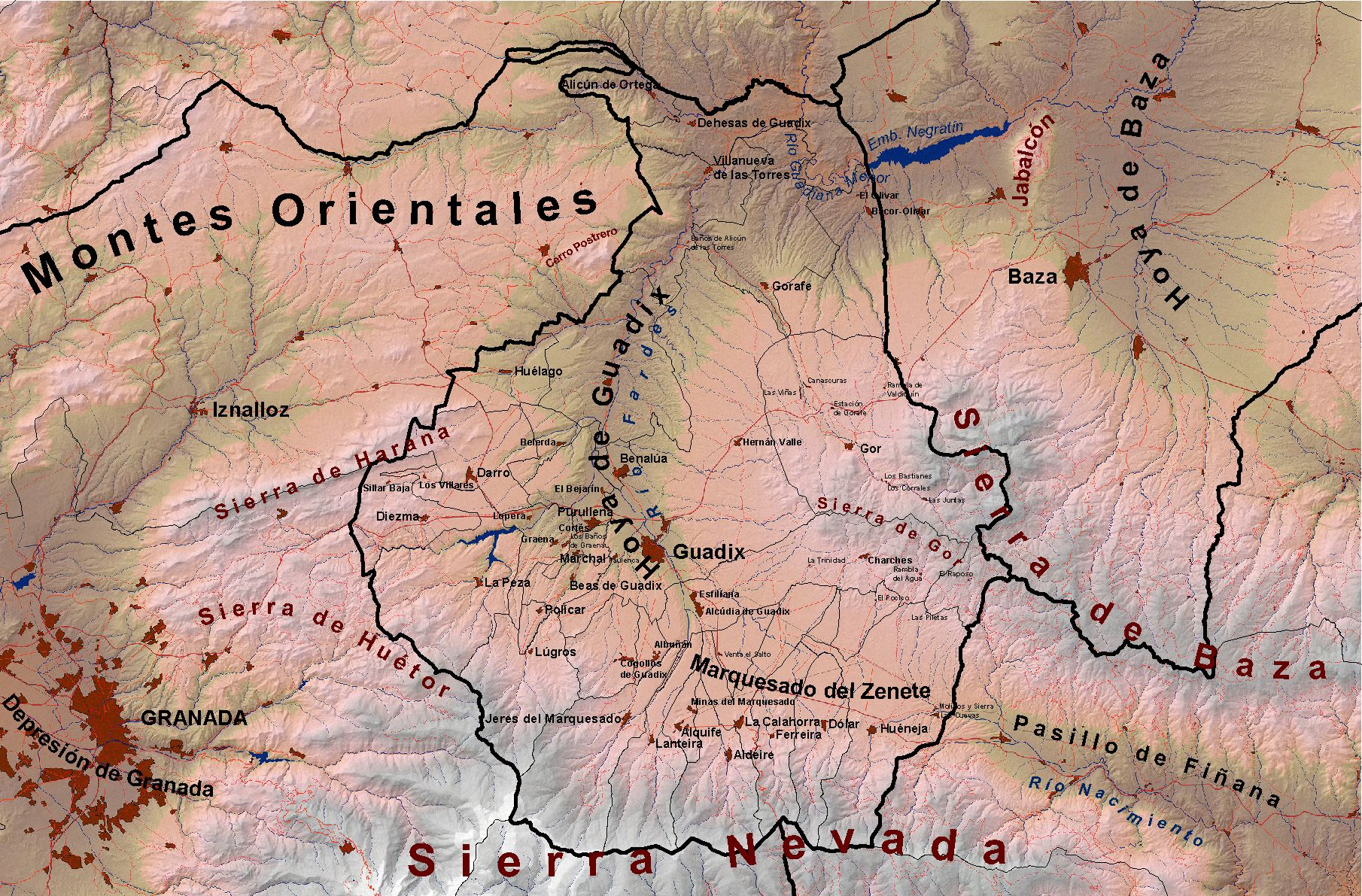
Localisation du bassin de Guadix.